# Raab Tigerschwalbe II/IV
Die Raab Tigerschwalbe II/IV und Tigerschwalbe 33 war eine Konstruktionsserie für militärische und zivile Zwecke der Raab Flugzeugbau Gesellschaft aus dem Jahr 1934, weiterentwickelt aus der Raab-Katzenstein RK 26.

## Entwicklung
Vermutlich entstanden erste Entwürfe einer überarbeiteten Raab-Katzenstein RK 26 bereits 1933 bei der Raab Flugzeugbau Gesellschaft in Berlin oder Tallinn unter der Bezeichnung Tigerschwalbe 33. Antonius Raab setzte die Arbeiten 1934 am neuen Betriebssitz in Riga mit Georg Nowickis fort. Dort entstanden drei Entwürfe einer weiterentwickelten RaKa RK26, die mit dem amerikanischen Weltkrieg I-Motor Liberty ausgerüstet werden sollten, die in den 1930er Jahren noch in großen Stückzahlen weltweit zur Verfügung standen. Die drei Entwürfe legte Raab der lettischen Fliegertruppe Aviācijas Pulku vor:
- Tigerschwalbe II – einsitziges Jagdflugzeug
- Tigerschwalbe III – einsitziges Schulflugzeug
- Tigerschwalbe IV – zweisitziges Jagd- und Schulflugzeug

Wie bereits im Fall der Raab Schwalbe II und des Raab Pelikan II überarbeitete Raab neben der Motorisierung bei der Raab Tigerschwalbe II/IV auch die Aerodynamik des Rumpfes und der Tragflächen. Die Grundabmessungen und Gewichte der ursprünglichen RK26 behielt Raab bei. Die lettische Fliegertruppe zeigte 1934 kein Interesse an der Entwicklung. Ein Prototyp entstand in Lettland nicht.

### Lizenzvergabe
Raab bot die Entwürfe daraufhin Luftstreitkräften in Schweden, in Österreich und den Balkanstaaten, sowie in der Türkei für eine Lizenzfertigung an.
In Österreich war die Julius Pintsch AG bereits an einem Serienbau der Raab Schwalbe II interessiert. Sie übernahm auch den Entwurf der Raab Tigerschwalbe IV der Raab Flugzeugbau Gesellschaft und bot diesen Entwurf den österreichischen Luftstreitkräften als Schulungsflugzeug für die Fortgeschrittenenschulung an, die im Juli 1935 den Bauauftrag für einen Pintsch-Tigerschwalbe-Prototyp erteilte. Statt des veralteten Liberty-Motors sah der Pintsch-Entwurf die Verwendung des 340 PS starken Walter Castor II-Motors vor. Der Prototyp entstand im Pintsch-Werk in Wien mit Unterstützung durch die Raab Flugzeugbau Gesellschaft. Im November 1935 stand der Prototyp für den Erstflug bereit. Während der zweijährigen Erprobung durch die Luftstreitkräfte konnten Instabilitäten im Flugverhalten und schwere Manövrierbarkeit nicht abgestellt werden. Die Luftstreitkräfte lehnten eine größere Bestellung im März 1938 endgültig ab.
In Rumänien erwarb die Întreprinderea de Construcții Aeronautice Românești (ICAR) im Sommer 1935 eine Nachbaulizenz für die Raab Tigerschwalbe IV mit einem 225 PS Armstrong Lynx-Motor. Die rumänische Konstruktion mit Drahtverspannungen absolvierte als ICAR Acrobatic im Oktober 1935 ihren Erstflug in Bucharest. Sie wurde hauptsächlich von dem rumänischen Kunstflieger Prinz Constantin Cantacuzino geflogen und wurde 1936 nach einem Unfall abgestellt. Nach Ausbruch des Zweiten Weltkriegs erwarb die rumänische Luftwaffe zwei weitere ICAR Tigerschwalben als Ausbildungsflugzeuge.
Nach Gründung seines Flugzeugbaubetriebs AEKKEA-Raab brachte Antonius Raab die Tigerschwalben-Entwicklungen der Raab Flugzeugbau Gesellschaft in das neue Unternehmen ein. Auf Basis der frühen Tigerschwalbe 33 entstanden 1936 im Konstruktionsbüro der AEKKEA-Raab eigene Weiterentwicklungen als AEKKEA-Raab Tigerschwalbe V, die ohne Beteiligung der Raab Flugzeugbau Gesellschaft durch AEKKEA-Raab vermarktet wurden.
Vermutlich entstanden aus Lizenzen zur Raab Tigerschwalbe 33 nur 2 Prototypen zuzüglich zwei Ausbildungsmaschinen im Zweiten Weltkrieg.
Weitere Lizenzvergaben der Raab Flugzeugbau Gesellschaft in Riga sind nicht bekannt geworden.

## Technische Daten
| Kenngröße             | Pintsch RK26a           | ICAR Acrobatics *)      |
| --------------------- | ----------------------- | ----------------------- |
| Besatzung             | 2                       | 2                       |
| Spannweite            | 8,40 m                  | 8,40 m                  |
| Länge                 | 6,20 m                  | 6,80 m                  |
| Höhe                  | 2,66 m                  | 2,60 m                  |
| Flügelfläche          |                         | 20,22 m²                |
| Flächenbelastung      |                         | 45,9 kg/m²              |
| Leistungsbelastung    | 2,5 kg/PS               | 4,4 kg/PS               |
| Leermasse             |                         | 760 kg                  |
| Zuladung              |                         | 220 kg                  |
| Startmasse            | 860 kg                  | 980 kg                  |
| Höchstgeschwindigkeit |                         | 215 km/h                |
| Steigzeit             |                         | 500 m/min               |
| Gipfelhöhe            |                         | 6000 m                  |
| Aktionsradius         |                         | 550 km                  |
| Antrieb               | 340 PS Walter Castor II | 225 PS Amstrong Lynx IV |

*) nicht zu verwechseln mit dem ICAR Universal AcrobaticTiefdecker